# Fiat 309
Le Fiat 309 est un modèle d'autobus produit par la division bus du constructeur italien Fiat V.I. à partir de 1958.
La production du Fiat 309 a pris fin en 1970, remplacé par le Fiat 308.

## Carrosseries
Le Fiat 309 était disponible dans la version de 9 mètres de longueur, dans les versions ligne et grand tourisme.
Fiat proposait une version complète du 309 avec une carrosserie originale Fiat, produite dans les établissements Cansa à Cameri et qui connaîtra une très forte diffusion en Italie mais aussi à l'exportation.
Comme de coutume chez les constructeurs de bus de cette époque, le Fiat 309 était également disponible sous la forme d'un châssis complet prêt à recevoir une carrosserie spéciale d'un carrossier spécialisé pour des versions bus de ligne, tourisme et grand tourisme. Les principaux ateliers de carrosserie italiens ayant travaillé sur cette base sont Orlandi, Dalla Via, Portesi, Bianchi et surtout Menarini.

## Motorisations
Le Fiat 309 a bénéficié de 2 motorisations :
- Fiat 220/H 8200.11 : moteur à plat 6 cylindres en ligne de 9.161 cm³ développant une puissance de 150 cv et une boîte de vitesses à 5 rapports.
- Fiat 8200.12 : moteur à plat 6 cylindres en ligne de 9.819 cm³ développant une puissance de 194 cv. Ce moteur est le même que celui qui équipait la dernière série de l'autobus urbain Fiat 409. La boite de vitesses comportait également 5 rapports.

## Diffusion
Le Fiat 309 a connu une très forte diffusion en Italie mais également sur les marchés d'exportation dans ses versions ligne interurbaine et grand tourisme, avec carrosserie Fiat et autres. Cet autocar a également été produits sous licence par le constructeur belge Van Hool-Fiat.

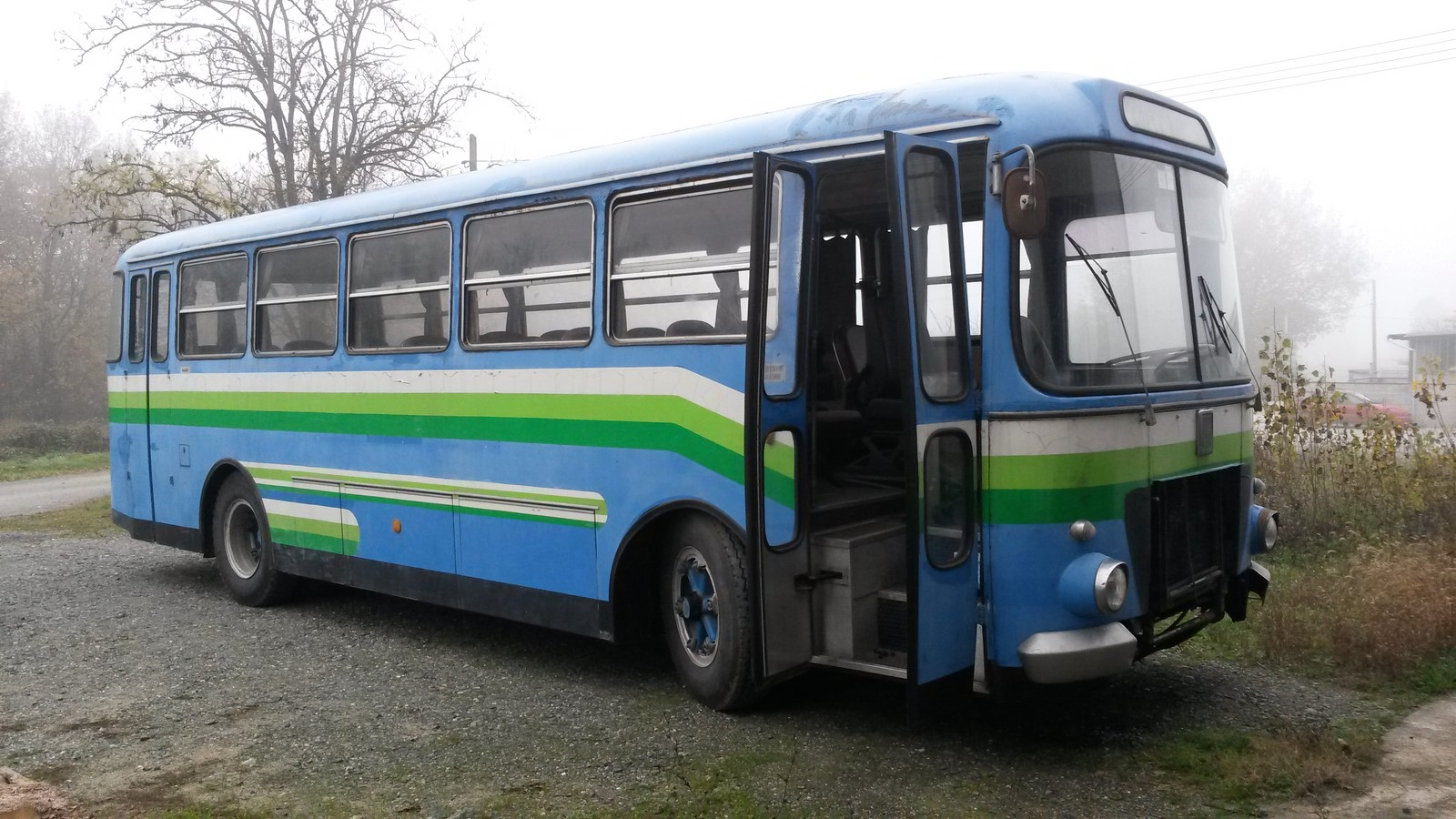
Fiat 309/1 Cansa, année 1967. Conservé au, musée italien de l'autobus, La Spezia, Italie. Date photo:20 janvier 2011.

## Les appellations des modèles Fiat
C'est au lendemain de la Seconde Guerre mondiale que Fiat élabore un plan de nouveaux modèles et change ses noms de code en prenant le 1 pour les voitures, le 2 pour les véhicules industriels légers, faisant aujourd'hui partie de la gamme Fiat Professional, le 3 pour les autocars de ligne et de luxe Fiat Bus, le 4 pour les bus urbains, le 5 pour les autobus interurbains, le 6 restant pour les camions Fiat V.I., le 7 pour le matériel agricole et de travaux publics Fiat Geotech, le 8 attribué à Lancia et le 9 à Alfa Romeo depuis leur entrée respective dans le groupe Fiat Auto. C'est ainsi que la Fiat 600 porte le nom de code VIN : ZFA100.
En 1966, avec l'arrivée de Gianni Agnelli aux commandes de l'empire Fiat, les voitures reprennent l'appellation du nom de code et l'on connaitra la Fiat 124, dont le code VIN est ZFA124. Cette formule sera abandonnée en 1978 au profit de noms fantaisistes comme la Fiat Ritmo, dont le code est ZFA138. Dans le groupe, la Lancia Thema est connue sous le nom de code ZLA834 et l'Alfa Romeo 156 : ZAR932.
En 2007 les codes 1 étant quasiment tous utilisés, Fiat utilise désormais la série 300, réservée préalablement aux autocars avant qu'ils ne changent de nom en Irisbus, pour numéroter ses voitures.